# Liste der Monuments historiques in Coudun
Die Liste der Monuments historiques in Coudun führt die Monuments historiques in der französischen Gemeinde Coudun auf.

## Liste der Bauwerke
| Bezeichnung       | Beschreibung | Standort | Kennzeichnung | Schutzstatus | Datum | Bild           |
| ----------------- | ------------ | -------- | ------------- | ------------ | ----- | -------------- |
| Kirche St-Hilaire |              | (Lage)   | PA00114644    | Classé       | 1924  | weitere Bilder |

## Liste der Objekte
| Bezeichnung                        | Beschreibung                             | Standort                        | Kennzeichnung | Schutzstatus | Datum | Bild |
| ---------------------------------- | ---------------------------------------- | ------------------------------- | ------------- | ------------ | ----- | ---- |
| Lesepult mit Adler                 | Holz, 18. Jahrhundert                    | in der Kirche St-Hilaire (Lage) | PM60004993    | Inscrit      | 2011  |      |
| Triumphbalken mit Kreuzigungsszene | Holz, polychrom gefasst, 16. Jahrhundert | in der Kirche St-Hilaire (Lage) | PM60004992    | Inscrit      | 2011  |      |
| Glocke                             | Bronze, 1661 gegossen                    | in der Kirche St-Hilaire (Lage) | PM60000647    | Classé       | 1913  |      |
| Ölgemälde Krönung Mariens          | 17. Jahrhundert                          | in der Kirche St-Hilaire (Lage) | PM60004991    | Inscrit      | 2011  |      |